# Топліцзее

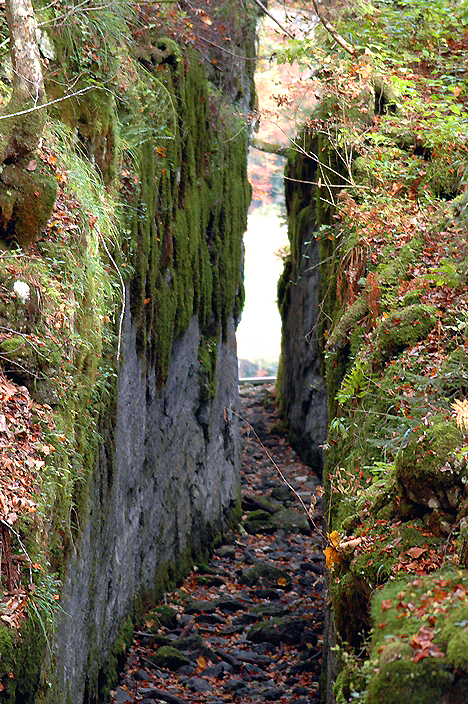
Канал між Каммерзеє і Топліцзеє

Топліцзеє або Топліц — озеро в австрійських Мертвих горах, розташована між вершинами висотою від 2 до 3 км, за 15 км на північний схід від курорту Бад-Аусзеє, за 60 км на південний схід від Зальцбурга. Його довжина близько 2 км, ширина — до 400 м, середня глибина в озері — 70 м, а в деяких місцях понад 100 м.

## Історія та легенди про затоплені скарби
Озеро Топліцзеє називають «Чорною перлиною» Штирії, воно оточене прямовисними скелями, порослими буруватими соснами, а дорога до нього проходить через три високогірних перевали.
Озеро ховає в свох глибинах скарб, навколо якого переплелися війна, політика і окультизм …
Легенда про нього бере свій початок в останніх днях Другої світової, коли гітлерівські війська відступили на південь, в гірські райони Австрії. Цей озерний край, оточений прямовисними скелями, став останнім притулком багатьох високопоставлених есесівців. У перші травневі дні 1945 року тут переховувалися Ернст Кальтенбруннер — шеф Головного управління імперської безпеки, і начальник єврейського відділу РСХА Адольф Ейхман.
Район Аусзеє став одним з останніх бастіонів німецького опору; саме навколо цього міста, за задумом нацистів, повинні були бути обладнані основні тайники для приховування скарбів Третього рейху, для цього була розроблена велика програма. У квітні 1945 року близько тисячі вантажівок попрямували до секретних місць призначення …

### Скарби Третього райху
За приблизними підрахунками вартість скарбів Третього рейху, на кінець війни могла становити близько 500 мільярдів золотих франків, з них половина — у вигляді вкладів в Німецькому банку, друга половина — у вигляді коштовностей, злитків дорогоцінних металів, дорогоцінного каміння та награбованих предметів культу і розкоші, і значної кількості творів мистецтва. Частина захованих гітлерівцями скарбів не виявлена досі. Серез знайдених скарбів варто згадати такі:
- У травні 1945 року з найбільшого схованки в Альт-Аусзеє з дна соляної шахти було витягнуто скарбів на сто мільярдів марок.
- Скарб глави секретних служб Кальтенбруннера, закопаний в саду вілли Керрі і оцінений в мільярд марок.
- Зібрання творів мистецтва, виявлене в замку Нойшвайштайн в Фуссені, що включає в себе картини з французьких колекцій Ротшильда і Штерна: полотна художників-примітивістів, одне полотно Фрагонара, одна картина Броуера, твори Шардена та інших знаменитих художників.
- Скарби з Кенігзеє в околицях Бернхтесгадена (Верхня Баварія).
- Сто тонн золота, заховані в соляній шахті Мекерс південний захід Готи.
- Скарби барона Гельмута фон Гіммеля, лейтенанта, службовця при Мартіні Бормані, які загадковим чином опинилися в підвалах архієпископського палацу в Зальцбурзі в 1946 році …
- Зацементовані в підвалах замку Фельденштайн поблизу Нюрнберга особисті багатства маршала Герінга: 36 масивних золотих свічників, срібна ванну, живописні полотна знаменитих художників, ящики старовинного коньяку …

У 1945 році американська розвідка заарештувала підозрілого німця і знайшла у нього наступний перелік, який був забезпечений позначками генерала СС Фреліха і підписаний ним:

"166 250 000 швейцарських франків

299 018 300 в американських банкнотах

31351250000 в злитках золота

2949100 в діамантах

93450000 в колекційних марках і предметах мистецтва

5425000000 в наркотиках ".

У якій валюті зашифровані ці мільярди і мільйони — в марках, фунтах, доларах або франках? Ніхто цього не знає. У той же час відомо, що 19 мільярдів франків були зариті на альпійських луках в Блаа-Альме Адольфом Ейхманом, який в 1960 році був захоплений ізраїльтянами, засуджений до смерті і страчений. Відомо й те, що дві великі валізи із золотом були зариті в 1945 році під контролем шефа СС Савадов на току в Фесті, сільці, що знаходиться недалеко від Фуші. Вважають, що десь тут у бойні під бетонною підлогою прихований тайник, що містить валюту і коштовності колишнього міністра закордонних справ Ріббентропа. Але основні тайники розсіяні в горах, поблизу Гаштайна, Зальцбурга і особливо в Зальцкаммергуні, де знаходиться озеро Топліцзеє …

### Пошук скарбів Топліцзеє
У 1945 році «тисячолітній» рейх звалився. І на пошуки захованих нацистами скарбів кинулися натовпи шукачів скарбів, серед яких було чимало колишніх солдатів і офіцерів вермахту. Преса підігрівала ажіотаж: так, в одній з газет була опублікована розповідь колишнього лейтенанта на ім'я Франц Готтліх, який брав участь в операціях з приховування скарбів, який вперше повідомив про скарби, заховані нацистами поблизу Топліцзеє. Через кілька днів після цього Готтліх зник при загадкових обставинах. А його брат, який узявся за розслідування справи, отримав таємниче послання, в якому йому без натяків рекомендувалося припинити ворушити цю історію …
У липні і серпні 1959 року на озері Топліц працювала американська експедиція. За сприяння ФБР і за допомогою команди німецьких фахівців, оснащених чудовою технікою — ультразвуковими зондами і телекамерами, американці почали методично обстежувати дно озера. Незважаючи на товстий шар мулу, на глибині 70-80 метрів їм вдалося виявити 16 ящиків. На жаль, в більшій частині ящиків лежали лише стоси фальшивих грошових знаків … Там було десять мільярдів франків! Майстерно сфабриковані на есесівському спецпідприємств «Унтернемен Бернхардт» досвідченими фальшивомонетниками, доставленими з усіх німецьких тюрем, ці фальшиві банкноти були головним козирем у так званій «операції Бернхардта», що ставила за мету зруйнувати економіку союзників.
Але існує свідчення австрійського учасника Опору Альбрехта Гайсвінклера, який під час війни діяв в цьому районі і який стверджував, що в озері знаходяться справжні злитки дорогоцінних металів.
Чотири роки потому Австрійське міністерство внутрішніх справ направило в район озера нову групу водолазів, і ті підняли з дна ще кілька ящиків, в яких, згідно з офіційним повідомленням, теж знаходилися фальшиві асигнації, але якихось архівів з матеріалами та документами не було. Однак у тому ж 1963 році Симон Візенталь направив лист главі австрійського МВС, в якому висловив упевненість, «що в Топліцзеє знаходяться документи, що повідомляють про переміщення німецьких капіталів, включаючи так званий список утримувачів вкладів». За словами Візенталя, ці капітали призначалися для будівництва «четвертого рейху».
Спроби відшукати скарби на дні озера Топліц тривали. 6 жовтня 1963 під час цих пошуків загинув 19-річний німець Альфред Егнер, фахівець з підводного плавання. Егнер був не першою жертвою проклятого скарби: до нього в водах Топліцзеє або в його околицях загинула добра дюжина шукачів пригод …
… Пізньої осені 1999 року розпочала роботу експедиція, яку спонсорували американська телекомпанія Сі-бі-ес і Лос-Анджелеський центр Симона Візенталя. Її мета — пошук матеріалів та документів часів Другої світової війни. Більшість австрійських журналістів були впевнені в тому, що американці зі своїм проектом трохи запізнилися. Ще недавно в прилеглому містечку Альт-Аусзее жив той, хто міг би їм точно сказати, чи мають сенс їх пошуки чи ні: колишній оберштурм-баннфюрер СС Вільгельм Хеттль. Він знаходився поруч з Ернстом Кальтенбруннером в кінці війни і зустрічався з Ейхманом ще до того, як той пішов у підпілля. Незадовго до смерті Хеттль сказав, що після нього тут не залишиться нікого з колись численної громади есесівських ветеранів, які пережили війну. Коли ж мова заходила про «божевільних шукачів скарбів», які вірять в те, що в Топліцзеє є щось більш суттєве, ніж риба і фальшиві гроші, Хеттль лише презирливо посміхався.